# 僧帽弁

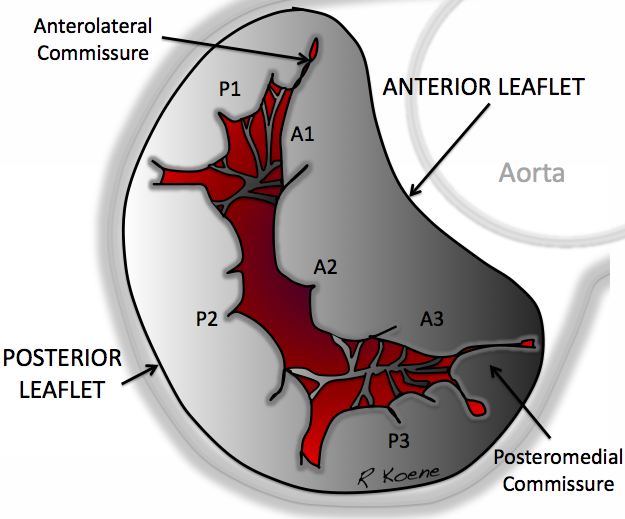
僧帽弁の構造。前尖(anterior leaflet)と後尖（posterior leaflet）は更にそれぞれ3つの部分に分けられ、向かって左、患者の外側から１→2→3と名付け、A1、A2、A3、P1、P2、P3と呼ばれる。

僧帽弁（そうぼうべん、英: mitral valve, 羅: valva mitralis）とは、心臓の左心房と左心室の間にある弁である。その形状がカトリックの司教冠に似ているとして命名された。二尖弁、左房室弁ともいう。

## 機能
僧帽弁は、左心房が収縮すると同時に開いて左心室へと血液を送り込み、また左心室が収縮すると同時に閉じて左心房へ血液が逆流しないように働いている。

## 構造
僧帽弁は前尖と後尖と呼ばれる二つの弁尖から成っている。このことは、心臓にある他の三弁、すなわち三尖弁、大動脈弁、肺動脈弁が全て三つの弁尖から成っていることと比較して特徴的である。そのため、二尖弁とも呼ばれる。
弁の先端は左心室側にあり、先端からヒモ状の腱索が出て心室壁の乳頭筋と繋がっている。弁は左心室側に開くが、閉じる際には弁が左心房側に反転しないように乳頭筋が伸縮し、腱索の緊張を起こす。

## 僧帽弁の疾患
- 僧帽弁逸脱症(MVP)
- 僧帽弁狭窄症(MS)
- 僧帽弁閉鎖不全症(MR)